# Tiquilia latior
Tiquilia latior là loài thực vật có hoa trong họ Mồ hôi. Loài này được (I.M. Johnst.) A.T. Richardson miêu tả khoa học đầu tiên năm 1976.